# Julián Bértola
Julián Bértola Alareo (* 25. Februar 1895 in Montevideo; † in Uruguay) war ein uruguayischer Fußballspieler und -trainer. Als Trainer betreute er die Nationalmannschaften von Chile und Uruguay.

## Karriere

### Verein
Julián Bértola spielte hauptsächlich als rechter Mittelfeldspieler für Nacional Montevideo. Daneben lief er auch für die Klubs von Independencia und Dublin aus Uruguay auf sowie 1917 in Brasilien für Grêmio Porto Alegre. Gegen Grêmio hatte Bértola im Jahr zuvor ein inoffizielles Spiel der uruguayischen Nationalmannschaft mit 1:2 verloren.
Mit Nacional gewann der im Mittelfeld agierende Spielertrainer die uruguayische Meisterschaft 1917 sowie weitere Titel in der Copa de Honor und Copa Competencia.

### Trainer
Zur Amateurzeit war es üblich, dass der Teamkapitän auch gleichzeitig als Trainer fungierte. So arbeitete Julián Bértola 1917 als Spielertrainer bei Nacional Montevideo. Bértola bereitete sich mit der Nationalmannschaft mit den anderen Nationalteams gemeinsam im Estadio Gran Parque Central vor. Beim Turnier übernahm Bértola zusätzlich das Traineramt Chiles. Das Team aus Chile wurde mit drei Niederlagen und ohne eigenes Tor Turnierletzter. Noch im selben Jahr wurde Bértola Trainer von Uruguay.

## Erfolge
Nacional
- Uruguayischer Meister: 1917
- Copa de Honor (2): 1914, 1917
- Copa Competencia (3): 1913, 1914, 1919